# Satoru Uyama
Satoru Uyama (宇山 賢, Uyama Satoru; Takamatsu, 10 de dezembro de 1991) é um esgrimista japonês, campeão olímpico.

## Carreira
Uyama conquistou a medalha de ouro nos Jogos Olímpicos de Verão de 2020 em Tóquio ao lado de Koki Kano, Kazuyasu Minobe e Masaru Yamada, após derrotar os russos Sergey Bida, Sergey Khodos, Pavel Sukhov e Nikita Glazkov na disputa de espada por equipes.